# Entre les murs
|  | Per a la novel·la del mateix nom, vegeu Entre les murs (novel·la) |

Entre les murs és una pel·lícula francesa dirigida l'any 2008 per Laurent Cantet, basada en la novel·la de François Bégaudeau. La pel·lícula va rebre la Palma d'Or del Festival de Canes 2008, premi que no rebia una pel·lícula francesa des de 1987 amb Sous le soleil de Satan de Maurice Pialat, i fou candidata a l'Oscar a la millor pel·lícula de parla no anglesa.
Va estar traduïda al català com La classe.

## Repartiment

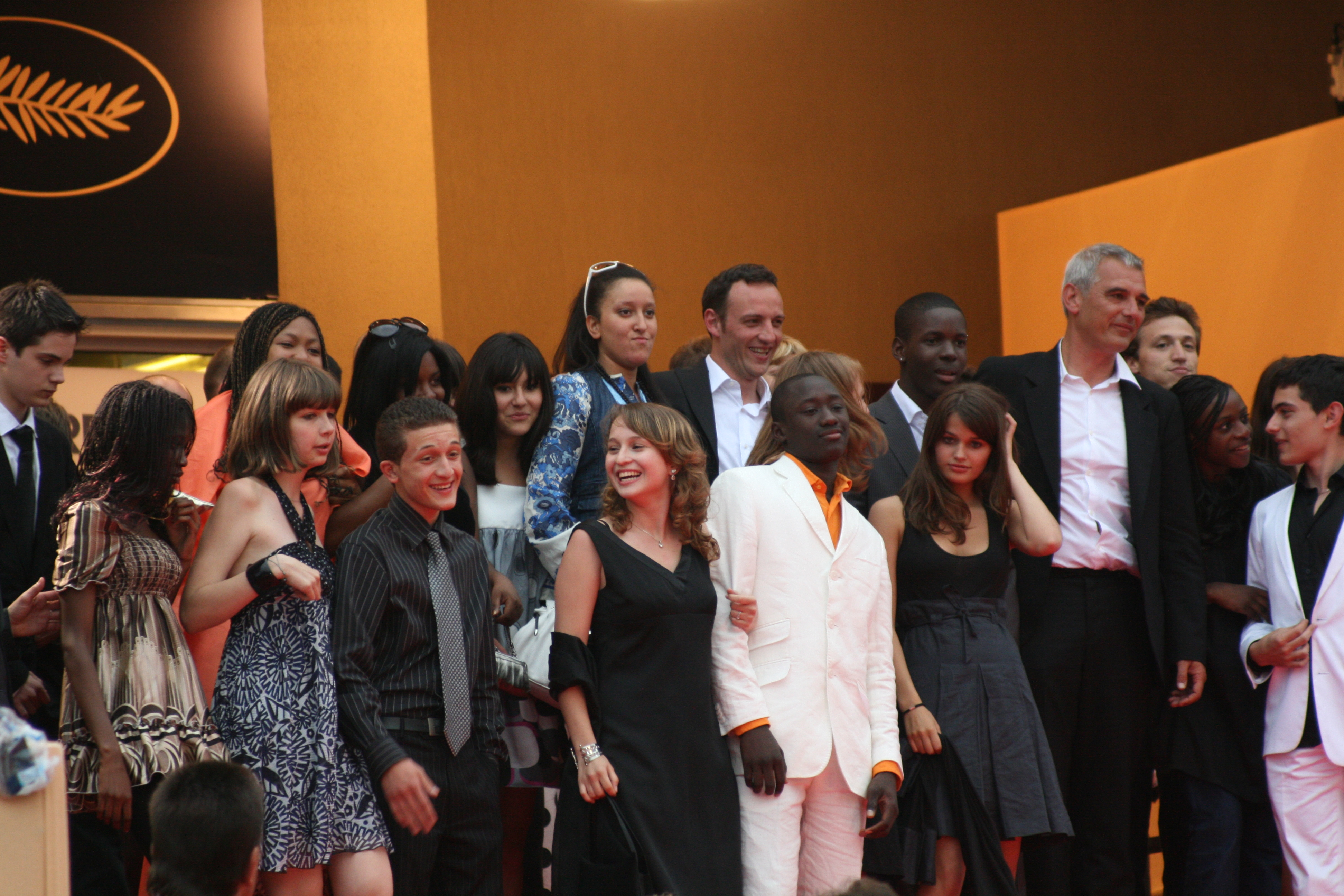
Els actors al Festival de Cannes

- François Bégaudeau: François Marin, professor de francès i professor principal
- Jean-Michel Simonet: el principal
- Louise Grinberg: Louise, la delegada de classe primera de la classe
- Esmeralda Ouertani: Esmeralda, l'altra delegada de classe
- Franck Keïta: Souleymane, l'alumne que passa a consell de disciplina
- Carl Nanor: Carl, l'alumne nou expulsat d'un altre col·legi
- Rachel Régulier: Khoumba, l'alumne que es nega a llegir
- Burak Ozyilmaz: Burak
- Boubacar Touré: Boubacar